# San Jacinto Mountains
Die San Jacinto Mountains (Mohave-Sprache: Avii Hanupach) sind ein Gebirgszug im Riverside County des US-Bundesstaats Kalifornien. Sie sind der nördlichste Teil der Peninsular Ranges. Die höchste Erhebung des Gebirges stellt mit 3302 m der San Jacinto Peak dar. Die San Jacinto Mountains sind nach dem heiligen Hyacinthus von Caesarea benannt.

## Geografie
Die San Jacinto Mountains erstrecken sich auf einer Länge von schätzungsweise 50 km von den San Bernardino Mountains in südöstliche Richtung bis zu den Santa Rosa Mountains und bilden das nördlichste Teilgebirge der Peninsular Ranges, die von hier über 1500 km bis an die Südspitze Niederkaliforniens reichen. Höchster Berg in den San Jacinto Mountains ist mit 3302 m der San Jacinto Peak. Als Teil der Nordamerikanischen kontinentalen Wasserscheide trennen die San Jacinto Mountains den Saltonsee vom Pazifischen Ozean.
Das Gebirge liegt im Norden des Riverside Countys in Kalifornien. Östlich grenzen die San Jacinto Mountains an das Coachella Valley mit den Städten Palm Springs und Rancho Mirage. Das nördliche Ende der San Jacinto Mountains wird durch den San-Gorgonio-Pass gebildet, der zugleich auch die Grenze zu den San Bernardino Mountains und dem San Gorgonio Mountain markiert. Am Westhang der San Jacinto Mountains liegt der Ort Idyllwild-Pine Cove, westlich hiervon das San Jacinto Valley mit den Städten Hemet und San Jacinto.
Die San Jacinto Mountains sind teilweise vom im Jahr 2000 geschaffenen Santa Rosa and San Jacinto Mountains National Monument umgeben. Der Mount San Jacinto State Park liegt am San Jacinto Peak. Ein Teil des östlichen Gebirges gehört zu einem Indianerreservat der Cahuilla. Seit 1990 werden unter anderem die San Jacinto Mountains durch die Coachella Valley Mountains Conservancy geschützt.

## Natur
Die San Jacinto Mountains gelten als Sky Island, eine Bezeichnung für Berge, die von Tälern mit deutlich anderer Umwelt umgeben sind. Dieses Phänomen tritt durch Höhenstufen auf und wird in den San Jacinto Mountains durch Tier- und Pflanzenarten deutlich, die die heißen Temperaturen von teils 40  °C und mehr im Tiefland nicht überleben würden. Die Vegetation der San Jacinto Mountains ist entsprechend stark von Höhe und Klima des Gebirges geprägt. Nah am Talboden sind die Wetterbedingungen heiß und trocken, weshalb dort nur Arten vorkommen, die hieran angepasst sind, beispielsweise die Kalifornische Schwarzeiche (Quercus kelloggii) und die Coulter-Kiefer (Pinus coulteri).

## Nutzung des Menschen
Die einheimischen Cahuilla-Indianer leben in der Wüstenlandschaft unterhalb der San Jacinto Mountains. In den Bergen selbst jagen sie und erholen sich von der Hitze im Tal.
Die Künstler Carl Eytel (1862–1925) und Paul A. Grimm (1892–1974) aus Palm Springs haben die San Jacinto Mountains häufig als Motiv verwendet.
Regisseure aus Hollywood haben das Gebirge und sein Umland schon häufig als Drehort für ihre Filme ausgewählt, auch, um dem sonst geschäftigen Treiben Südkaliforniens zu entfliehen.
Die San Jacinto Mountains sind ein beliebtes Ausflugsziel. Mehrere Wanderwege im Gebirge werden häufig begangen, einer führt beispielsweise von der Bergstation der Palm Springs Aerial Tramway über 700 Höhenmeter hinauf zum San Jacinto Peak. Auch der Fernwanderweg Pacific Crest Trail führt auf dem Rücken der San Jacinto Mountains entlang.
Oberhalb von Idyllwild-Pine Cove im Westen des Gebirges liegen der Tahquitz Peak und andere Klettergebiete.

## In der Popkultur
Das Lied San Jacinto des britischen Pop-Rock-Musikers Peter Gabriel aus dem Jahr 1982 handelt davon, immer sein Bestes zu geben, um beim Auftreten von Schwierigkeiten stark sowie mutig und treu zu bleiben. Der Liedtext erzählt eine Geschichte über Mut und Entschlossenheit, in der der Ich-Erzähler verschiedene Symbole der Stärke betrachtet: einen Büffel, die Adlerfedern und den Sack mit einer Klapperschlange des Medizinmanns – und die Verbindung zu dem San Jacinto Peak, einem Berg der San Jacinto Mountains im kalifornischen Inland Empire, der nach dem Heiligen Hyazinth von Caesarea benannt ist. Das Lied ermutigt den Hörer, „den Weg weiter zu verfolgen“ („hold the line“) und stark und sich selbst treu zu bleiben, egal wie schwierig die Situation auch sein wird. Insgesamt ist San Jacinto ein Symbol für Mut und Ausdauer und fordert den Zuhörer auf, in sich selbst und in den anderen Stärke zu finden, während sie durch das Leben gehen.